# Berenikini kodri (ozvezdje)
Berenikini kodri (latinsko Coma Berenices - Berenikini lasje) je tradicionalni asterizem, ki je dal ime ozvedju severne nebesne poloble. Je eno od 88 sodobnih ozvezdij, ki jih je priznala Mednarodna astronomska zveza. Bilo je tudi eno od Ptolemajevih 48. ozvezdij. Ozvezdje se nahaja blizu ozvezdja Lev in so ga izvirno imeli za šop dlak na koncu Levjega repa.